# Силури
Силури (лат. Silures) — бриттське плем'я, що населяло області Ґраморган, Ґвент та південнуий Повис. Були західними сусідами племені деметів, на півночі — ордовіків, а на сході — добуннів. Можливо назва цього племені походить від латинського слова silicis — «гальковий, крем'яний»; «валун, камінь». Тобто римляни перекладали сілурів як «людей з гірського регіону».

## Етнічна приналежність
За Тацитом — це засмаглі та кучеряві люди. За думкою римлян вони були родичами іберам, що пересилилися з Піренейського півострова до Британії. За дослідженням сучасних етнологів зазначено спорідненість племен північної Іспанії (іберів, кантабрів та астурів), галлів (кельтів) з півострова Бретань, піострова Корнуол в Британії, та південного Уельса (тут мешкали сілури, демети та ордовики).

## Географія
Це плем'я було одним з могутніших серед бриттів. Обіймало землі на півдні сучасного Уельсу. Головними річками цих земель були Сабріна (сучасний Северн), Левка (сучасна річка Логур), Авентіон (річка Евенні), Іска (сучасна річка Аск). Землі були багаті на свинцеві та залізні руди, було багато заболочених нагір'їв, лісистих схилів, вузьких долин і рівнин, де орні землі були обмежені, велика частина землі зайнята під пасовиська.

## Міста
Столицею племені було місто Вента. Стосовно інших поселень сілурів немає відомостей. Ймовірно надалі на місцях поселень були зведені римські табори та форти — це Лланмелін Вуд, Мачен, Цервент, Редвік, Блестівн (сучасне м. Монмунт), біля сучасного міста Кардіфф, Іска (сучасний Карлеон). Розвинені були численні посилення уздовж теперішньої Бристольської затоки, де сілури займалися рибними промислами.

## Історія
Стосовно правителів та діяльності племені до вторгнення римлян до Британії немає відомостей. У 47 році до н. е. проти сілурів виступив проконсул Публій Осторій Скапула. Приводом стала підтримка силурами короля Каратака, що отаборився у м. Сноудонія. Плем'я діяло проти XX легіону Валерія. Потім сілури під впливом Каратака вступили у союз з племенем ордовиків. У 50 році ці об'єднані сили зазнали важкої поразки від Скапули.
Попри цю поразку силури продовжили опір римській агресії. Протягом 51-52 років боролися проти Публія Осторія Скапули, який помер під час походу проти силурів. У 52 році завдали поразки легату Манлію Валенту. Потім вдало аткували римський форт Кліро в області Повіса.
Становище силурів погрішилося з прибуттям до Британії нового проконсула — Авла Дідія Галла, але невдовзі його відволікли справи в племені бригантів. Тому силури змогли звільнити свої землі від римлян. Після цього вдало боролися проти намісника Квінта Веранія у 57-58 роках. Наступний супротивник Светоній Паулін розпочав рішучий наступ проти силурів, проте його сили відволікло повстання Боудіки.
Подальші події, у саме боротьба за владу в Римській імперії протягом 69 року, сприяли тимчасовому встановленню миру між силурами та римлянами. Плем'я зберігало свою нележність до 76 року, коли проконсулом було призначено Секста Юлія Фронтіна, який завдав рішучої поразки силурам, остаточно підкоривши їх.
Надалі поступово протікала романізація цих територій. На місці силурських поселень римляни звели форти, військові табори та колонії. Проте романізовано було лише землі біля римських міст та копалень. Цей процес тривав до IV ст. н. е.